# Casa de Grimaldi

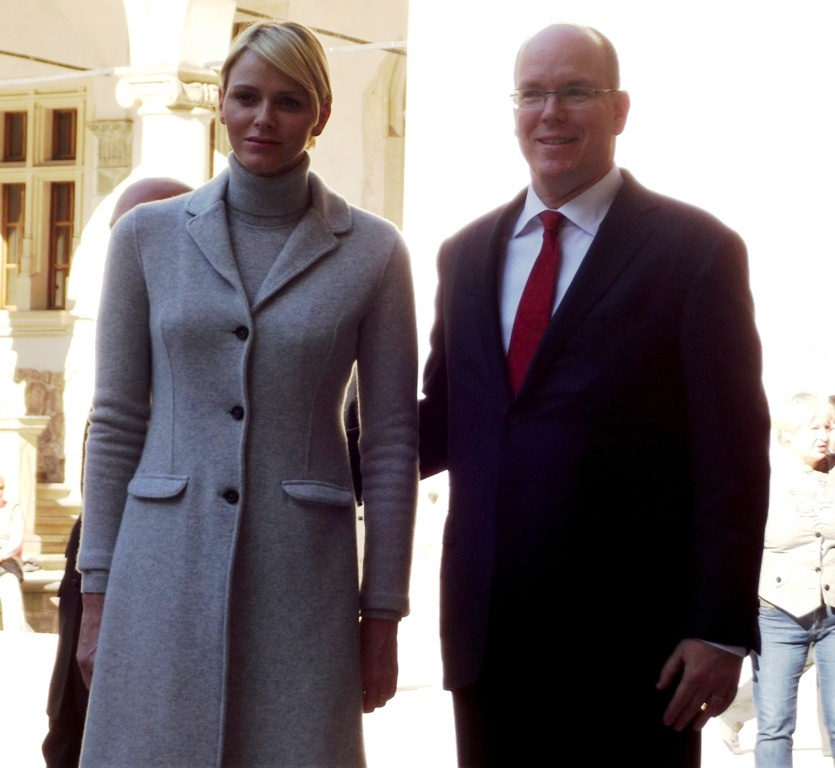
O príncipe Alberto do Mônaco e a esposa princesa Charlene

A Casa de Grimaldi (/ɡrɪˈmɔːldi/) é a casa reinante no Mónaco, fundada em 1160 e descendente de uma importante família nobre de mesmo nome, família, esta, proveniente da aristocrática República de Gênova. Um ramo dessa família tornou-se a casa principesca soberana do Principado do Mónaco, sendo a soberana do território desde 8 de dezembro de 1297, no século XIII. De origem genovesa, a família deriva o seu nome de Grimaldo Canello, filho de Otto Canello, cônsul e membro do conselho da república. 
O atual soberano do principado e, portanto, chefe da Casa de Grimaldi, é Sua Alteza Sereníssima o príncipe Alberto II de Mônaco.

## História
A família Grimaldi descende de Grimaldo Canello, estadista genovês, que viveu no século XII. Ele era o filho de Otto Canello, um cônsul (comandante do conselho) de Gênova, em 1133, e Grimaldo, assim como seu pai, foi cônsul em 1160, 1170 e novamente em 1184. Seus vários netos e filhos comandaram expedições marítimas em todo o mar Mediterrâneo, o mar Negro e, em breve, o mar do Norte, e rapidamente se tornou uma das mais poderosas e influentes famílias de Gênova.
Grimaldo temia que o chefe de uma família rival genovesa pudesse quebrar o frágil equilíbrio político com um golpe de Estado e tornar-se monarca da Gênova, pondo fim à então República de Gênova, como aconteceu em outras cidades italianas. Eles se aliaram com os guelfos, fazendo uma aliança com a família Fieschi, para defender os seus interesses e os de Gênova. 
Os guelfos, porém, foram banidos da cidade em 1271, e encontraram refúgio em seus castelos da Ligúria e na Provença. Eles assinaram um tratado com Carlos II de Nápoles, para retomar o controle de Gênova e, em geral, a prestar assistência mútua. Em 1276, eles aceitaram um acordo de paz sob os auspícios do papa João XXI, que, no entanto, não pôs fim à guerra civil. Nem todos os Grimaldi optaram por regressar a Gênova, pois preferiram instalarem-se em feudos, onde podiam recrutar pessoas para que pudessem formar exércitos. 
Em 1299, os Grimaldi e seus aliados atacaram o porto de Gênova. Durante os anos seguintes, os Grimaldi fizeram diversas alianças que lhes permitiram voltar à força para Génova. Desta vez, foi a vez dos seus rivais, a família Spinola, muito poderosa até então, ser banida da república. Após essa parte da história, existem duas hipóteses para o que aconteceu:
- Durante todo esse período, tanto os guelfos quanto os gibelinos abandonaram o castelo de Mônaco, que foi colocado para lançar operações militares contra Génova. E, deste modo, os Grimaldi acabaram por permanecer no território e depois, separaram-se totalmente da República de Génova;
- Francisco Grimaldi e seu exército conquistaram a Fortaleza de Mônaco sob o disfarce de frades, em 1297. Quando os guardas da fortaleza, subordinados à República de Gênova, abriram os portões para que os religiosos entrassem, todos os soldados dos Grimaldi tiraram as vestimentas de frades e invadiram o castelo, conseguindo tomá-lo dos guardas subordinados à república genovesa. Inclusive, o brasão de armas da Casa de Grimaldi mostra dois frades empunhando uma espada cada e segurando parte do brasão.

No início do século XIV, os catalães de Espanha invadiram as costas da Provença, Ligúria, Génova e França. Temendo uma invasão, Gênova rapidamente pediu proteção ao Dominus Generalis (governante) do Ducado de Milão.
Várias dos mais antigos ramos feudais da Casa de Grimaldi apareceram durante essas agitações, tais como as sucursais de Antibes, Beuil, Nice, Puget, e Sicília. Em 1395, os Grimaldi aproveitaram as discórdias políticas em Gênova para tomar posse do Mônaco, o qual se pronunciou, em seguida, como independente. Essa é a origem do principado e também da Casa de Grimaldi. Desde então, até a atualidade, os Grimaldi são os soberanos do Mónaco.